# Khlysts

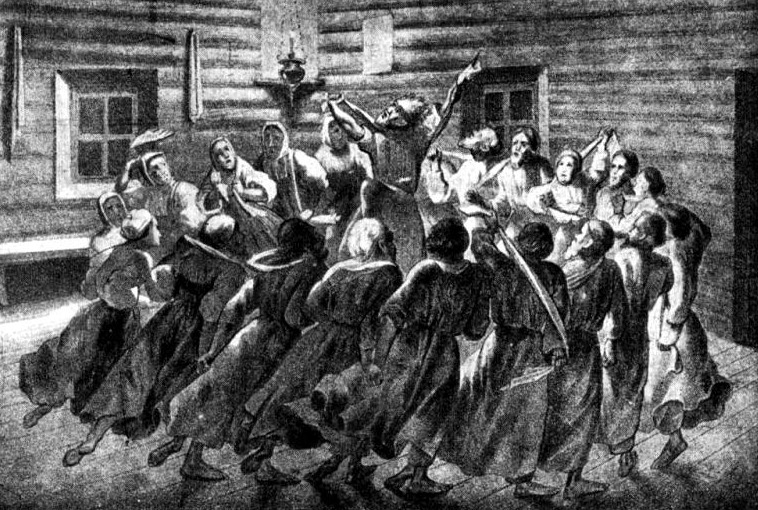
« Radeniya ». Rituel extatique des khlysts.

Les khlysts, khlysty (en russe хлысты́) ou flagellants sont les adeptes d'une secte russe active de la fin du XVIIe siècle au début du XXe siècle. Le nom dérive de хлыст (khlyst : le « fouet »). À l'origine, le groupe s'appelait христововеры (khristovoveri : les « croyants du Christ ») ou христы (christi). Raspoutine aurait, à un moment de sa vie, été un khlyst.

## Histoire
Cette secte est probablement apparue au milieu du XVIIe siècle, en 1645, et a survécu jusqu'au début du XXe siècle. Elle se rapprochait des духовные христиане (doukhovnié khristanié : les « chrétiens spirituels »), une autre mouvance issue de l'Église orthodoxe. Son fondateur supposé est un paysan du nom de Daniil Filippov, le Pustosviat (« saint anachorète ») de Kostroma (1672-1742), qui a également laissé son nom aux « Filipoviens, » dits aussi « Lipovènes ».
Bien que les khlysts n’aient jamais été tolérés ouvertement, ils furent persécutés surtout à l’époque soviétique : le nombre d’adeptes chuta radicalement, passant de 40 000 au début du XXe siècle à quelques communautés isolées de quelques dizaines de familles dispersées à Tambov, Kouibychev, Orenbourg, dans le Nord Caucase et dans l’Ukraine soviétique. Il est possible qu’ils aient aujourd’hui disparu.

## Croyances
Il semblerait qu'à l'origine, la secte se rapprochait du catharisme par certains aspects, en particulier l'interdiction d'avoir des relations sexuelles, y compris des enfants, etc. La secte se serait ensuite divisée en deux groupes, l'un ascétique, l'autre non. Ce qui est dit ici s'applique à cette dernière doctrine.
Ses membres pensaient pouvoir vaincre le péché par le péché. Les khlysts considéraient la débauche comme une sorte d'étape purificatrice sur le chemin de la rédemption. Les khlysts rejetèrent les Écritures et la vénération des saints et croyaient en une communication directe avec un saint esprit, incarné en chacun. Cette idéologie gnostique s'accompagnait du rejet du clergé, mais les membres de la secte pouvaient librement se rapprocher de l'Église traditionnelle. Ils ne reconnaissaient pas la Bible orthodoxe.

## Pratiques
L'ascétisme, le végétarisme et la flagellation, accompagnés de transes rituelles appelées « радения » (« radeniya »), lesquelles prenaient parfois des aspects orgiaques, constituaient les points centraux de la pratique de la secte.
Lors de la cérémonie de transe khlyst, les participants dansaient en tournant sur eux-mêmes au rythme de cantiques. Peu à peu, la danse s'accélérait en même temps que les chants s'affolaient. Les danseurs, avec un fouet, se flagellaient alors violemment les épaules, la poitrine, les bras et les mollets, sans cesser la ronde, et atteignaient l'extase.
Cette secte se prétendait l'héritière des rites ésotériques de la première Église orthodoxe russe, dont les pratiques subsistaient au fin fond des campagnes russes.

## Parenté avec d'autres cultes
On peut retrouver ces mêmes thèmes et pratiques dans :
- la "rédemption par le péché" dans le sabbataïsme et le frankisme.
- les orgies sexuelles et semi-sexuelles dans le culte de Krishna ;
- les repas cultuels et raffinés des Vallabhâchârya ;
- les pratiques onanistes dans le culte gnostique ;
- la consommation de boissons enivrantes qui avait cours dans le mithraïsme ;
- l'ivresse alcoolique religieuse dans les cultes dionysiaques ;
- les orgies alimentaires totémiques ;
- la danse des derviches tourneurs ;
- et, même les festins cannibales.

### Courants
- Christianisme spirituel
- Orthodoxes vieux-croyants
- Lipovènes (Filipoveni)
- Doukhobors et Freedomites (en) (Svobodniki)
- Moloques
- Soubbotniks
- Scoptes
- Shtundistes
- Europe occidentale
  - Flagellant (d'Europe occidentale)
  - Évangélisme, Anarchisme chrétien, Communauté de biens de l'Église primitive, Communisme chrétien
  - Réveil chrétien, Réveil protestant francophone
  - Pacifisme chrétien, Églises traditionnellement pacifistes, Églises pacifistes
  - Piétisme, Puritanisme, Congrégationnisme
  - Paulicianisme, bogomilisme, Église évangélique vaudoise, catharisme
  - hussitisme, taborisme, utraquisme,
  - Brethren , Frères moraves, Frères tchèques, Frères polonais
  - Anabaptisme, Huttérisme, Réforme radicale
  - Mennonitisme, Mennonites d'Alsace, Amish
  - Quakers
- Simplicité volontaire, Sobriété économique

### Pratiques
- Kossovorotka, chemise simple boutonnée sur le côté